# Nieuw-Caledonische lederkop
De Nieuw-Caledonische lederkop (Philemon diemenensis) is een endemische zangvogel uit de familie van de honingeters (Meliphagidae).

## Verspreiding en leefgebied
De soort is endemisch in Nieuw-Caledonië op de eilanden Grande Terre, Maré en Lifou.

## Status
De Nieuw-Caledonische lederkop is schaars en neemt in aantal af, maar is plaatselijk ook algemeen. De grootte van de populatie is niet gekwantificeerd. Waarschijnlijk ligt het tempo van achteruitgang onder de 30% in tien jaar (minder dan 3,5% per jaar). Om deze redenen staat deze lederkop als niet bedreigd op de Rode Lijst van de IUCN.